# Ana Durlovski
Ana Durlovski (en macedonio, Ана Дурловски, nacida en 1978 en Štip, Yugoslavia, actualmente Macedonia del Norte) es una soprano de coloratura macedonia.
Entre 1997 y 2001 estudió en la Academia de Música de la Universidad de Skopie y debutó en la Ópera Nacional Macedonia con el papel protagonista de Lucia di Lammermoor, a lo que siguieron apariciones en Serbia, Bosnia, Croacia y Albania. En 2006 debutó como La Reina de la Noche en Die Zauberflöte en la Staatsoper de Viena. En este papel se la ha podido ver en la Staatsoper y la Deutsche Oper de Berlín, así como en el Festspielhaus Baden-Baden en 2013, dirigida por Simon Rattle. En la temporada 2013/14 debuta en el Teatro Real de Madrid como Rosina (El barbero de Sevilla) y Olympia (Les contes d'Hoffmann).[cita requerida]
En 2006 entró a formar parte del conjunto del Teatro Estatal de Maguncia, y desde 2011 es miembro de la compañía de la Ópera Estatal de Stuttgart.
Durlovski suele aparecer también en concierto y en recitales de lied. Es miembro del Ensemble Alea für neue Musik.

## Repertorio
| - Amina en La sonnambula. - Lucia en Lucia di Lammermoor. - Morgana en Alcina. - Manon en Manon. - Donna Anna en Don Giovanni. - Königin der Nacht en Die Zauberflöte. - Sœur Constance en Dialogues des Carmélites. | - Musetta en La Bohème. - La Folie/Amour en Platée. - Rosina en Il barbiere di Siviglia. - Fiorilla en Il turco in Italia. - Adele en Die Fledermaus. - Sophie en Der Rosenkavalier. - Gilda en Rigoletto. |